# Pavel Markov
Pour les articles homonymes, voir Markov.
Pavel Alexandrovitch Markov (en russe : Павел Александрович Марков), né le 10 mars 1897 (22 mars dans le calendrier grégorien) à Toula, mort le 5 avril 1980, est un critique dramatique, metteur en scène, théoricien du théâtre, enseignant russe et l'un des plus grands historiens du théâtre russe.

## Biographie
Né le 22 mars 1897 à Toula, Pavel Markov est le fils d'Alexandre Pavlovitch Markov et d'Alexandra Arsenievna Piatnitskaïa. Issu d'une ancienne famille, appartenant à la noblesse héréditaire, dont les ancêtres ont participé à la Bataille de Koulikovo, c'est un parent éloigné de Nikolaï Markov, l'un des fondateurs du parti Union du peuple russe, et du général blanc Sergueï Markov,.
En 1912, la famille Markov emménage à Moscou. En 1921, Pavel est diplômé de la Faculté d'histoire et de philologie de l'Université de Moscou. Entré en 1918 à la section historico-littéraire du Département des arts (TEO), il exerce le métier de critique et d'essayiste depuis 1919. En 1920, il commence à travailler dans le milieu théâtral au studio de satire,, avec Vladimir Maïakovski,.
En 1923-1924, il dirige le 3e studio du Théâtre d'art de Moscou. En 1925-1949, il dirige la section littéraire du MKhAT et, à ce titre, contribue pour une bonne part à l'entrée du drame soviétique moderne dans le répertoire théâtral. Dans cet objectif, il est souvent contraint d'« arranger (réécrire) d'insipides pièces d'agitation », afin de complaire au pouvoir. Dans ses fonctions, il encourage et aide Constantin Stanislavski à se tourner vers de jeunes dramaturges, en « ami de tout ce qui est nouveau », comme l'appelle Valentin Kataïev.
Sur le plan critique, il se montre particulièrement sévère vis-à-vis de la mise en scène du Hamlet de William Shakespeare par Nikolaï Akimov en 1932, ne trouvant de brefs échos du credo théâtral de Vakhtangov que dans la musique de Dmitri Chostakovitch et jugeant que la production ne permet d'entendre ni la musique ni le texte. En revanche, il  s'avère plus laudatif sur le travail de Mikhaïl Tchekhov dans La Voie d'un acteur et Hamlet,.
Pavel Markov est, avec Boris Alpers, l'un des principaux théoriciens de la critique théâtrale de l'époque soviétique. Selon lui, un critique dramatique doit avoir deux qualités essentielles : la capacité de voir un spectacle par jour et de transmettre ses impressions consciencieusement et honnêtement au lecteur. Concernant la reconstitution historique dans la critique théâtrale, il juge qu'« à travers les années, on voit les images de Talma, de Rachel, Motchalov et Chtchepkine. Nous les jugeons comme si nous les avions nous-mêmes vus sur scène… en oubliant que nous répétons docilement le jugement de leurs contemporains… Dans notre conscience vit l’image de Chtchepkine ou du Hamlet éclatant de Motchalov, selon les récits de Belinski. Mais qui peut dire dans quelle mesure ce Motchalov, aperçu par Belinski, par ses sentiments, ses sensations et ses prédispositions, correspond bien au vrai Motchalov historique qui a joué dans la tragédie d’Hamlet sur la scène du Théâtre Maly de Moscou ? ».
Chef du département artistique de 1933 à 1944, il est le directeur artistique du MAMT, de Constantin Stanislavski et Vladimir Nemirovitch-Dantchenko, de 1944 à 1949. Il met en scène : Kachtcheï l'immortel et Mozart et Salieri de Nikolaï Rimski-Korsakov (l'un et l'autre en 1944), ainsi que L'amour du poète (Les Contes d'Hoffmann) de Jacques Offenbach (1948). Il met également en scène l'opéra Famille de Léon Khodja-Einatov (1940) avec Alexeï Kamernitski (ru), l'opéra Souvorov de Sergueï Vassilenko (1942) avec Pavel Ivanovitch Roumiantsev, l'opéra Lioubov Yarovaïa de Vladimir Encke (ru) (1947) avec Pavel Zlatogorov (ru). Au Théâtre Maly, dont il est directeur et président du Conseil littéraire de 1951 à 1955, il met en scène : Severnyye zori (Aurores du Nord) de Nikolaï Nikitine (1952) avec Konstantin Zoubov (ru), Port Arthur d'Ivan Popov et Alexandre Stepanov (1953), également avec Zoubov, et Prodannaya kolybel'naya (Berceuse vendue) de Halldór Laxness (1955).
En 1955-1962, il est directeur du Théâtre d'art de Moscou. Là, il met en scène : Zolotaïa kareta (Le Carosse d'or) de Leonid Leonov (1957), avec V. A. Orlov et Viktor Stanitsyne, et Les Frères Karamazov d'après le roman de Fiodor Dostoïevski (1960), avec Boris Livanov et Vassili Markov.
En parallèle, il enseigne à l'Académie russe des arts du théâtre à partir de 1939, devient professeur en 1943 et docteur en histoire de l'art en 1960,.
Dans les années 1960, Pavel Markov collabore à la rédaction de l'Encyclopédie théâtrale en cinq volumes, en qualité de membre du comité de rédaction pour le premier volume et de rédacteur en chef pour les quatre autres,.
Dans son Journal d’un critique théâtral en quatre tomes, « riche d’une connaissance intérieure du fait théâtral », il décrit avec érudition et « un sens tactique remarquable » cinquante ans de théâtre, des années 1920 aux années 1970.
Compagnon de route du PCUS, homme d'appareil, « officiant au ministère de la culture, au comité de remise des prix, au praesidium du VTO (Société des gens de théâtre) », il fait en sorte de « rester en dehors des campagnes de détraction, [de] se retirer du circuit critique aux pires moments du stalinisme (il s’est replié sur la mise en scène) et [de] réussir à défendre des auteurs « compagnons de route » comme Leonid Leonov, Valentin Kataïev, Mikhaïl Boulgakov tout en suivant la politique de « soviétisation » du répertoire du Théâtre d’Art ».
Pavel Markov apparaît dans Le Roman théâtral (ru) de Mikhaïl Boulgakov sous les traits de Micha Panine.
Il meurt le 5 avril 1980 et est enterré au cimetière de la Présentation, à Moscou (parcelle n° 11).

## Récompenses et prix
- Artiste émérite de la RSFSR (1944)
- Prix d'État de la RSFSR Constantin Stanislavski (1966) pour les livres Pravda teatra et Rezhissura Vl. I. Nemirovicha-Danchenko v muzykal'nom teatre
- Ordre de Lénine (26 octobre 1948)
- Ordre du Drapeau rouge du Travail
- Ordre de l'Insigne d'honneur (27 octobre 1938)

## Livres
- Knigi i publikatsii Noveyshiye teatral'nyye techeniya (1898-1923) (Les nouvelles tendances théâtrales, 1898-1923), Moscou, 1924
- The soviet theatre (Le Théâtre soviétique), Londres, V. Gollancz, 1934, 176 p., et New York, G.P. Putnam's Sons, 1935
- Vl. I. Nemirovich-Danchenko i muzykalʹnyĭ teatr ego imeni (Vl. I. Nemirovitch-Dantchenko et le Théâtre musical qui porte son nom), Léningrad, Izd. Muz. teatr, 1936
- Teatral'nyye portrety : sbornik stateĭ (Portraits de théâtre : Recueil d'articles), Moscou et Léningrad, Iskusstvo, 1939
- Moskovskiy Khudozhestvennyy teatr. 1898-1948' (Théâtre d'art de Moscou, 1898-1948), en collaboration avec N. N. Chouchkine, Moscou et Léningrad, Iskusstvo, 1950, 118 p.
- Vera Fedorovna Komissarievskaïa, 1864-1910, Moscou, Iskusstvo, 1950, 80 p.
- Rezhissura Vl. I. Nemirovicha-Danchenko v muzykal'nom teatre, Moscou, Société panrusse du théâtre, 1960, 408 p.
- Pravda teatra : statʹi ((Véritable théâtre : Articles), Moscou, Iskusstvo, 1965
- V teatrakh raznykh stran (Dans les théâtres de différents pays), Moscou, Vseros. teatralʹnoe ob-vo, 1967
- O teatre. V 4-kh t. (À propos du théâtre. En 4 tomes), Moscou, Iskusstvo, 1974
  - T. 1. De l'histoire du théâtre russe et soviétique, 542 p.
  - T. 2. Portraits théâtraux, 495 p.
  - T. 3. Journal d'un critique théâtral, 639 p.
  - T. 4. Journal d'un critique théâtral : 1930-1976, 639 p.
- V Khudozhestvennom teatre: Kniga zavlita (Au Théâtre d'Art : Le livre est débordé), Moscou, VTO (Société des gens du théâtre), 1976, 607 p.
- Kniga vospominaniy (Livre de souvenirs), Moscou, Iskusstvo, 1983, 607 p.